# La signora dei fiumi

La signora dei fiumi (The Lady of the Rivers, 2011, pubblicato in Italia da Sperling & Kupfer nel 2012) è il terzo volume che la scrittrice Philippa Gregory dedica a La Guerra dei Cugini (poi chiamata La Guerra delle due rose), la serie composta da 6 volumi che racconta lo scontro, all’interno della Casa Reale inglese dei Plantageneti, tra i casati di Lancaster (che discendono in linea diretta dal figlio maggiore di Enrico III d'Inghilterra e che considerano se stessi legittimi) e di York (che discendono invece dal figlio minore di Enrico III) per il possesso della corona di Inghilterra dal 1455 al 1485. Scontro che terminerà, dopo alterne vicende e successioni al trono ora con gli York ora con i Lancaster ora con lotte intestine agli stessi York, con Enrico VII, padre del futuro Enrico VIII Tudor, che unirà - nel nome della nuova dinastia Tudor - le due casate rivali prospettando un periodo di pace.
Ognuno dei 6 romanzi è dedicato ad una protagonista femminile, a conferma della particolare predilezione della scrittrice britannica per le donne che vivono all’ombra della storia inglese ma che si rivelano in molti casi decisive. Il testo, nella traduzione italiana di Marina Deppish, che copre gli anni dal 1430 al 1464, nel rispetto della cronologia degli eventi raccontati nella Saga, andrebbe letto prima de La regina della rosa bianca (2009) e della La regina della rosa rossa (2011) che trattano gli anni successivi.

## Trama
Protagonista e voce narrante de La signora dei fiumi è Jacquetta di Lussemburgo. L’autrice, come racconta nella postfazione, si imbatte nel personaggio di Jacquetta mentre lavora su sua figlia, Elisabetta Woodville, che sposa segretamente Re Edoardo IV di York e che sarà protagonista del romanzo La Regina della Rosa Bianca. Capisce subito che ha di fronte una donna trascurata o comunque negata dalla storia tradizionale.
Jacquetta racconta il suo percorso di donna, di madre e poi di duchessa sullo sfondo di un un’Inghilterra che è animata da lotte intestine e faide tra le due casate rivali dei Cugini, i Lancaster e gli York che hanno come simbolo, rispettivamente, la rosa rossa e la rosa bianca. Da qui il nome: la Guerra delle due Rose.
È una donna che da modesta rampolla di una famiglia della nobiltà lussemburghese, ma imparentata sia con la casa reale di Borgogna che con il Sacro Romano Impero, diventa prima donna di Francia, e per questo ammirata, e poi interlocutrice autorevole nei palazzi del potere di Londra per poi cadere in rovina e rialzarsi senza far perdere smalto a quella tempra di chi sa essere passionale. Si dimostra tanto devota alla propria famiglia quanto ai propri ideali, rivelando una mente svelta e lucida e spiccato senso pratico. Subisce, come si legge nel romanzo, i colpi della sorte ma si rialza più forte di prima. Esattamente come ricorda La Ruota della Fortuna nei Tarocchi di cui è esperta lettrice: ascesa ma anche caduta dei protagonisti raffigurati.
Ancora molto giovane e come pedina in un ampio scacchiere matrimoniale per cementare l’alleanza della sua famiglia con la corona inglese, sposa Giovanni Plantageneto, I duca di Bedford, fratello dell'allora Re Inglese Enrico V e governatore di quella parte di Francia occupata dai Lancaster. Un’unione di convenienza in quanto il Duca, ormai in là con gli anni, è più interessato, per i propri calcoli politici e per sapere con anticipo gli eventi futuri, alla preveggenza di Jacquetta, prerogativa delle primogenite vergini di famiglia e spesso inconsapevole. Un dono che è dato dalla discendenza della sua famiglia da Melusina, la dea dell’acqua.
Il Duca è inoltre particolarmente interessato all’alchimia sia come pratica spirituale che scientifica, all’erboristeria e alla piantagione secondo specifiche fase lunari e introduce Jacquetta a questi misteri per potenziarne ulteriormente le doti divinatorie. Jacquetta non vede a comando, le sue visioni sono estemporanee, spesso di non immediata interpretazione (ma che nel racconto si rivelano sempre esatte). In caso di morte imminente di un proprio congiunto, è il canto della Dea Melusina, che solo lei sente, ad avvertirla. Come ricorda l'autrice nella postfazione al lettore di oggi religione, spiritualismo e magia hanno un ruolo centrale nella vita immaginativa della gente del Medioevo e quindi dei protagonisti del romanzo, ma spesso viene confusa con la stregoneria. Non è un caso che il romanzi cominci con l’incontro tra Jacquetta e un’altra donna, considerata strega (e come tale arsa viva), Giovanna D’Arco, che si pone a capo di un esercito di Francesi per liberare le terre occupate dagli Inglesi. La sintonia tra le due donne è immediata perché entrambe, pur con le dovuta differenze, guardano il mondo degli uomini con occhi diversi, mettendone in luce le asperità e le dissonanze.
Morto il Duca di Bedford, avviene il secondo matrimonio che è invece di incondizionato amore: sposare Richard Woodville, aitante scudiero del precedente marito, ma non nobile, determina per lei alla corte di Londra la disapprovazione e il pagamento di una multa per non aver rispettato le regole matrimoniali per le parenti di sangue reale. Il loro è vero amore, siglato dalla nascita di oltre 10 figli (la primogenita è Elisabetta Woodville), e di una passione che mai si spegne. I due dovranno spesso allontanarsi per questioni belliche ma sempre ritrovandosi. L’Inghilterra di quegli anni infatti deve far fronte continuamente a invasioni francesi nella Francia occupata ma anche alle lotte intestine alla Casa Reale Inglese. Il marito, che si segnala per le proprie abilità belliche e strategiche, diventa ben presto stimato a corte e assume incarichi sempre più delicati sempre nella totale fedeltà alla casa dei Lancaster, la Rosa Rossa, fino a diventare Barone di Rivers. Un altro esplicito omaggio all’elemento dell’Acqua che contraddistingue la vita della protagonista. I Rivers diventeranno sempre più una casato vero e proprio con ampie sfere di influenza quando la primogenita, Elisabetta Woodville, diventerà regina di Inghilterra accanto all'erede degli York.
Successivamente Jacquetta entra al servizio della giovane Regina Margherita d’Angiò, del ramo cadetto di Francia, che sposa – anche qui per cementare l’alleanza di Francia e Inghilterra, da sempre nemiche – l’altrettanto giovane e attuale re Enrico VI di Lancaster, figlio di Enrico V e di Caterina di Valois. Un matrimonio che respira i miasmi dell’ambizione sfrenata di lei e dei suoi consiglieri e del deperimento mentale di lui. La nuova regina si avvale di strettissimi collaboratori che premia in maniera munifica ed è marionetta dei Lord Inglesi ma è Jacquetta la voce critica: non solo diventa una delle sue dame di compagnia predilette, ma anche madre e consigliera di una giovane ragazza viziata e irascibile, che non esita a richiedere le sue arti divinatorie, ed è al suo fianco per quasi tutti gli anni difficili della guerra delle due rose senza mai perdere la propria lealtà alla Casa dei Lancaster. Margherita tuttavia accecata dal potere si trasforma in una virago sanguinaria che non esita ad allearsi con gli scozzesi per riprendersi il trono, sottratto dagli York.
Dopo la tremenda sconfitta del Casato dei Lancaster a Towton, Antony e Richard, figlio e consorte di Jacquetta, si arrendono al trionfatore, per quanto poco più che ventenne, Edoardo IV di York, primogenito della Casa della Rosa Bianca, figlio di Riccardo II Duca di York e di Cecilia Neville. La famiglia Rivers avrebbe vissuto con ogni probabilità serenamente il nuovo regime degli York nel proprio podere di campagna se non fosse stato per la bellezza della figlia vedova di Jacquetta, Elisabetta Woodville, che perde il proprio marito durante la battaglia tra Lancaster e York, e che successivamente diventerà Regina di Inghilterra con accanto – e quindi nuovamente a corte – la madre Jacquetta. Storia che prosegue nel romanzo successivo, La regina della rosa bianca.